# プロファイリング
プロファイリング (offender profiling, criminal profiling) は、犯罪捜査において犯罪の性質や特徴から行動科学的に分析し、犯人の特徴を推論すること。プロファイリング (profiling) そのものは犯罪捜査ばかりではないので、日本語で正確に表現するのであれば「犯罪者プロファイリング」が正しい。テレビドラマで「プロファイリング」という言葉が犯罪者プロファイリングを指していたため、「プロファイリング」というと犯罪者プロファイリングを思い浮かべる人が多い可能性がある。

## 概要
基本的な構造は、「こういう犯罪の犯人はこういう人間が多い」という統計学である。この犯罪者のパターンを推論する事を「プロファイリング」と言い、推定する専門家（捜査権を持っているとは限らず、外部委託で助言するだけの学者のこともある）を「プロファイラー(profiler)」、推定された結果を通常「プロファイル(profile)」と言う。
犯行や犯罪現場で犯人像を推定する作業は現場の警察官や刑事でも行っている。それら現場の推定が経験によって行われる物である。経験による判断も個人の過去の事実、観察の統計的な裏付けに基づいたものである。しかし、経験によるという場合に、事実・観察を科学的記録している訳ではないことがある。それに対してプロファイリングは行動科学的知見を用いると言う点において異なる。
犯罪前の準備（情報収集等）、犯罪中の行動（殺人方法等）、犯罪後の処理（死体の処理、逃走方法等）は、犯人の性格、個性にかなり関係すると考えられている。これらを行動科学（心理学、社会学、文化人類学、精神医学）的に分析すれば、犯人の性別、人種、職業、年齢などの特徴をある程度推定でき、これらの推定を元に物的証拠やその他の情報とあわせて捜査すれば、闇雲に捜査員が広範囲に捜査するよりは効率的であるとされる。
プロファイリングというものは事件を解決するものではない。個人を特定するのではなく、確率論的に可能性が高い犯人像を示すものであり、捜査を効率的に進める支援ツールである（当然、プロファイルに当てはまらない人間が犯人である事もあり得る）。そのため、ドラマにあるような一人のプロファイラーが犯人を特定し逮捕するようなことはない。鑑識課の人物が調べてきたデータを元に大まかな犯罪者のイメージを推定して現場の捜査員に伝え、捜査員はその推定を参考情報として犯人を捜査・検挙する。鑑識・情報管理・証拠調査・捜査・逮捕といった犯罪に関わる多くの過程における一部である。ドラマで語られ、一部マスメディアで拡散しているような万能捜査員ではないことは強調されるべきであろう。
事件後に報道機関などが行う識者による犯人予想と、プロファイリングの違いは、前者が“報道のための情報提供”なのに対してプロファイリングが“根拠に基づく推論”である。例えば、俗に言う「犯人しか知らない事実」を警察のプロファイリングでは判断情報として加えることができるが、報道情報には捜査を妨害しないという限界があり、警察の持つ手懸りは容疑者に手の内を明かす事になるなどの捜査上の秘密という性格もあるため、捜査の密行性の観点から公開は制限されている。質量そろった情報は両者ともに公開できない。犯罪現場から得るデータ的・理論的な裏付けの有無は、報道機関による犯人予想とプロファイリングとの差ではない。犯人予想をする人が、犯人に関する情報を警察に提供していない場合があり、こちらの方が報道機関の姿勢の問題として大きい場合がある。

## プロファイリングの手法
犯罪者プロファイリングの手法には大きく四つの手法がある。
- 同一犯の推定 ……連続事件のリンク分析
  - 複数の類似事件について、同一犯か否かを推定する。法的化学分析（DNA鑑定など）、行動分析（犯罪の手口など）、証言（目撃された逃走車両など）、被疑者の供述などによって同一犯か別の事件かを判断する。
- 犯人像の推定 ……臨床的プロファイリング、統計的プロファイリング
  - FBIがはじめた「秩序型」と「無秩序型」に分類する臨床的プロファイリング[注 2]とイギリスから始まった犯罪者の行動パターンを説明する統計的プロファイリング[注 3]がある。臨床的の場合には対象が限定される欠点があり[注 4]、統計的の場合は新しいタイプの犯罪には対応が困難となる[注 5]。
- 居住地の推定 ……地理的（空間的）プロファイリング
  - 初期犯罪では土地勘のある場所で犯罪を行うことが多いと言う経験則を元に、様々なデータを比較し犯人の行動半径と居住地を推論する。
- 世代の推定 ……年代的（時間的）プロファイリング
  - 使う言葉、鍵となる概念、利用した道具類などから犯人の世代を推論する。

これらを行うためには犯罪捜査における経験と行動科学的知見の両方が求められる。捜査経験ある警察官が行動科学を学んでプロファイリングを行う場合と、捜査経験のある警察官と行動科学の専門家がチームを組む場合がある。
ここまでの手法により類似事件を含めたデータベース構築と犯人の特徴を大雑把に求める一般プロファイリング分析が終了する。

## プロファイル分析
例えば米連邦捜査局 (FBI) の殺人捜査では、一般的に次の4段階のプロファイリング（分析）を行う。
1. 準備
  1. 犯人が犯罪前に、どういう計画や妄想を抱いていたか？
  2. 何故、その日に犯行を行ったのか？
  3. 他の日では、駄目だったのか？
2. 犯行方法
  1. どういう被害者を選んでいるか？
  2. どういう殺し方をしているか？（射殺、刺殺、絞殺など）
3. 死体の処理
  1. 殺害場所と、死体遺棄場所は同じか？
  2. 死体に損傷を与えたり、性交しているか？
  3. 損傷/性交は、殺害前なのか殺害後なのか？
4. 犯行後
  1. 犯行後、現場を訪れたか？
  2. マスコミにメッセージを送ったか？
  3. 捜査に関心を寄せているか？

一口に殺人事件といっても、その捜査は犯行の結果を見るだけで、動機にまで遡る事実を明らかにせねばならない。例えば放火殺人か強姦殺人かによって対応させる分析の方法は異なり、また犯行現場の地域的な違いも考慮の対象となる。そのため、プロファイリングは上記の大まかなフローによるだけではなく、その他多岐にわたる詳細な分析手法が駆使される。すなわち個々の捜査現場の状況により支配される部分が多いため、一般プロファイル分析からさらに詳しく調べるもので「個別プロファイリング分析」とも言われる。

## プロファイリングの歴史
プロファイリングの歴史がどこから始まったのかは明快ではない。例としては1880年代の英国で起きた「切り裂きジャック」事件の性格を予想したイギリスの警察医のトーマス・ボンドがおり、このプロファイリングは後に連邦捜査局（以下FBI）のプロファイラーが推測した犯人像とも一致しているが、犯人逮捕に至らなかったため捜査に生かされたかどうかは定かではない。また、別の例としては、犯罪学の父とも呼ばれる精神科医チェーザレ・ロンブローゾ（1835-1909）が、骨相学・病歴などの3つの分類から犯罪を起こす人物の特徴を得ようとした。
第二次世界大戦当時にはアメリカOffice of Strategic Servicesが精神科医に委託してヒトラーが敗戦にどのような反応をするかと言う予測を立てた。
嚆矢と言えるのは大戦終了時にナチス戦犯容疑者を捜査するチームが取った「チェックリスト作成方式」である。膨大な捕虜の中からナチスの高官をふるい分けするためにナチスの高官が所有していそうな持ち物などの要素リストを作成し、それに基づいて詳しく調べる人物を絞り込んだ。この重点調査人物を絞りこむのに効率化を図る考え方がプロファイリングの基礎となる。

### 米国の場合
犯罪捜査にはFBIが様々な学問を導入して捜査を効率化することを目的として始められた。米国の場合、地域ごとの州法があり、各州の独立性が極めて高く法制度が大きく異なるため、情報の共有が円滑に行われない上にFBIも暴力犯罪には参画できない。そうした事情もあり、検挙率が極めて低い状態が続いてきた中で、広域型・組織型・非従来型・快楽殺人型といった犯罪の種類だけでなく、事例・事象・経験・データを元に犯人像を絞りこみ、限られた法執行機関の資源（人・物・金）の中で効率的に活動を進めるべく研究されたのがFBIによる犯罪者プロファイリングである。初期のものは犯罪捜査専門家同士の経験則に基づく討論会のようなものであったが、これら経験則をデータベース化することである種の犯罪には一定の共通項も存在することがわかり、犯罪捜査の一環として用いる価値があると判断された。
1972年FBIに行動科学課が創設され、ジェイムズ・A・ブラッセル医学博士、ハワード・テテン、ロバート・K・レスラー、ジョン・ダグラスらがプロファイリングを担当した。プロファイリング関係の書籍で挙げられている事例は、テッド・バンディ事件やジェフリー・ダーマー事件など25年以上前の事件が多い。現在のような高度なDNA鑑定・指紋データベース・コンピュータが存在しなかった過去においては、検挙率を高めるためにはあらゆる学問を総動員しなければならなかった。プロファイリングは、高度なデータベースや鑑識技術がなかった昔に現実の必要性に迫られて発展したものである。
1982年、米国バージニア州クアンティコのFBIアカデミーに「反復殺人者の素性を割り出して犯人をつきとめる」目的でNCAVC（国立暴力犯罪分析センター）が設立され、全国規模の情報交換センターとしてデータベースと専門家を集約し、全米における凶暴犯逮捕プログラムとプロファイリングの中核施設とした。現在このNCAVCの行動科学部特別捜査官に配属されるためには、最低でも修士の学位と一定以上の捜査経験が求められる。
以上の点から判るようにFBIプロファイリングチームは警察に対する助言者であり、犯罪分析専門担当者であり、犯罪研究者であるが捜査官ではない。後述のデヴィット・カンターはFBIプロファイリングチームを評する際に『犯罪捜査コンサルタント』と言う表現を用いている。

### 英国の場合
英国では1975年から1980年の間に起きた「ヨークシャー・リッパー」事件における捜査ミスの反省が出発点となった。この事件の調査委員会により1981年に重大事件捜査本部標準管理手順と情報管理・運用用捜査支援ソフト「HOLMES」が開発され、重大犯罪分析課（SCAS）システムが整備された。
1985年、「鉄道強姦魔」（ブルーベル事件）と後に呼ばれた連続殺人事件に対し、犯罪の遂行方法から犯罪者の性格が読み取れないかと言うスコットランドヤードの発案が元に心理学をここに組み込む発想が起こる。この際のオブザーバーとして招かれたのがリバプール大学心理学教授デヴィット・カンターであり、カンターが基礎研究・データ管理部分を確立させたことから英国方式はリバプール方式とも言われる。
英国では現代心理学と統計学的を元に確立させたのが大きな特徴と言える。例えば、襲われた被害者は犯人に対する恐怖感から、実際の身長より大きく犯人の身長を記憶してしまう、と言うようなものや、連続犯の多くは事件を経るごとに大胆になるか証拠隠滅や偽の証拠作成が巧妙になるため、初期の犯罪現場の情報を基本とすると言うようなものである。
1995年、ハンプシャーのブラシムルに国立警察活動支援部が創設され、重大犯罪捜査に関与する上級捜査官の育成や助言の中核施設となった。行動科学捜査アドバイザーや地理的プロファイラーが配属されており、取調べやメディア対策への助言なども行われている。また、先述のSCASシステムのデータベース管理しており、このシステムによってイギリスで発生した重大事件はほぼ網羅されているとされる。
これとは別に、1992年に内務省に国立犯罪情報分析局と呼ばれる組織が設立されていた。これは1998年に独立組織となり、ロンドンを本部として六支局に置かれた犯罪組織とそれに関わる犯罪者に関する情報を収集している。国際犯罪と組織犯罪を担当し、インターポールなどへの窓口となる一方、標的プロファイル分析なども行われている。

### 日本の場合
日本の警察においては、プロファイリングによる犯人像推定データをデータベース化して、警察庁で統括運営し、犯罪被疑者確保に役立てようとしている。
日本のプロファイリングの発端は1988年の宮崎勤事件の後に、実証的手続きにより科学的に犯人像を推定できないかと考えた科学警察研究所防犯少年部環境研究室において、先進である米・連邦捜査局(FBI)や英・リバプール大学のプロファイリング手法についての調査・研究が行われ始めた事に端を発する。
1995年から法科学第一部心理研究室との共同研究テーマとなり、科学警察研究所と科学捜査研究所の有志が集まり「プロファイリング研究会」が組織された。
2000年、北海道警察に特異犯罪情報分析班が設置された。これが日本における最初の公的組織としてのプロファイリング専門部隊である。
2003年、科学警察研究所防犯少年部環境研究室と法科学第一部心理研究室が統合されて現在の犯罪行動科学部捜査支援研究室となり、捜査支援を行っている。2004年からは法科学研修所において各都道府県の犯罪者プロファイリング担当者に研修が開始された。その他に日本心理学会や日本犯罪心理学会などにも研究発表を行っている。
- 警視庁刑事部捜査支援分析センター情報分析係（犯罪情報分析）がプロファイリング担当係にあたる。そのほかについては刑事部を参照。

## 誤りの可能性
世界的に行われてはいるもののプロファイリングが妥当なものかという研究は圧倒的に不足している。
プロファイリングと捜査方針の決定とは異なる作業である。プロファイリングはできる限り人文科学・社会科学・自然科学を動員して実施する。捜査方針の決定はその時々の社会・組織・責任者の偏りを反映する。プロファイリング段階で、捜査方針の偏りを逆加算したとしても、その数値自体を捜査方針の決定で用いるため、必ずしも有効とは限らない。プロファイリングの誤りの可能性と捜査方針の誤りの可能性は切り離して推定するとよい。ここでは、内部関与と外部観察の手法を明確にしておくとよい。プロファイリングの段階で得た情報のうち、内部関与で得た情報と外部観察で得た情報の色分けをしておくと、プロファイリング段階で、捜査方針の偏りがプロファイリングに影響を与えた可能性を推論することが可能になることがある。
報道機関の行うプロファイリングで限定された情報から行う場合は、誤った情報を視聴者にもたらして事件を混乱させることがある。猟奇殺人などが起きるとワイドショーや新聞で“識者”のプロファイリングとコメントを求める事がある。実際にプロファイラーとしての経験のあったロバート・K・レスラーなどの分析は的中している。
プロファイリングによる捜査方針は、複数の可能性を探るもので、そのうちの一つが仮に間違った場合でも、大幅な回り道をする事はない。プロファイリングは莫大な経費が水の泡にならないように行うものである。事件が迷宮入りして未解決事件となる可能性は何が主因かどうかを分析できる材料を公開していない。日本では、足利事件のように誤認逮捕・冤罪を起こした例がプロファイリングが主因であるとする根拠はない。
また、プロファイリングの推定で、固定観念の憶測や人種差別に偏り、犯人像を限定し犯罪解決の妨げになるかどうかも確率計算に算入している。

## プロファイリングの課題
プロファイリングの精度はデータの質と量に比例するが、この面においては各国とも共通の問題を抱えている。現在プロファイリングが行われているのは主として凶悪事件だけであり、したがって罪種の拡大を始め、推定手法の精緻化、データ収集の効率化、データ分析の正確さなどが求められている。
特に日本の場合凶悪事件の事例は多くなく、分析が十分でない場合もあり適用罪種も多くない。これらの面において日本はまだ外国における研究結果のコピーであり、日本国内の実情に沿った手法を開発、運用することが求められる。理論や仮説は結果と結びつかない限り意味はなく、犯罪者プロファイリングの理論と捜査現場での応用を両立させることが今後の最大の課題であると言えるだろう。
裁判においては、はっきりとした証拠となる物と違う心理的傾向・捜査関係者の長年の勘が信ぴょう性があるものなのか、客観的な妥当性などの証明が難しいため取り上げられる傾向にはない。

## 題材作品

### テレビ番組
『ザ・プロファイラー 〜夢と野望の人生〜』
犯罪者ではなく、歴史上の人物をプロファイリングして歴史上の謎に迫るドキュメンタリー番組。
『LADY〜最後の犯罪プロファイル〜』
プロファイリングによって難事件に挑む捜査官たちを描いたテレビドラマ。
『クリミナル・マインド FBI行動分析課』
FBIのプロファイラー達を主人公としたテレビドラマ。実在の事件との比較や諸学問の知識によって犯罪者像を特定していく過程がリアルに描かれる。
『マインドハンター (テレビドラマ)』
元FBI行動科学課の捜査官ジョン・ダグラスとマーク・オルシェイカーの共著であるノンフィクション「マインドハンター」を原案としたデヴィッド・フィンチャー監督のテレビドラマ。70年代後半からシリアルキラーの類型化に着手した捜査官たちを描く。
『悪の心を読む者たち』（2022年）
韓国初のプロファイラーであるクォン・イルヨン教授と作家のコ・ナムによる、2018年に実話を元に執筆した同名小説を原作とするテレビドラマ。

### 映画
『羊たちの沈黙』
この映画から日本でもプロファイリングが知られるようになった。